# Дубки (Ровненская область)
Дубки (укр. Дубки) — село, входит в Люхчанский сельский совет Сарненского района Ровненской области Украины.
Население по переписи 2001 года составляло 473 человека. Почтовый индекс — 34508. Телефонный код — 3655. Код КОАТУУ — 5625484807.

## Местный совет
34508, Ровненская обл., Сарненский р-н, с. Люхча, ул. Центральная, 77.